# Igreja de São Roque (Ilha do Pico)

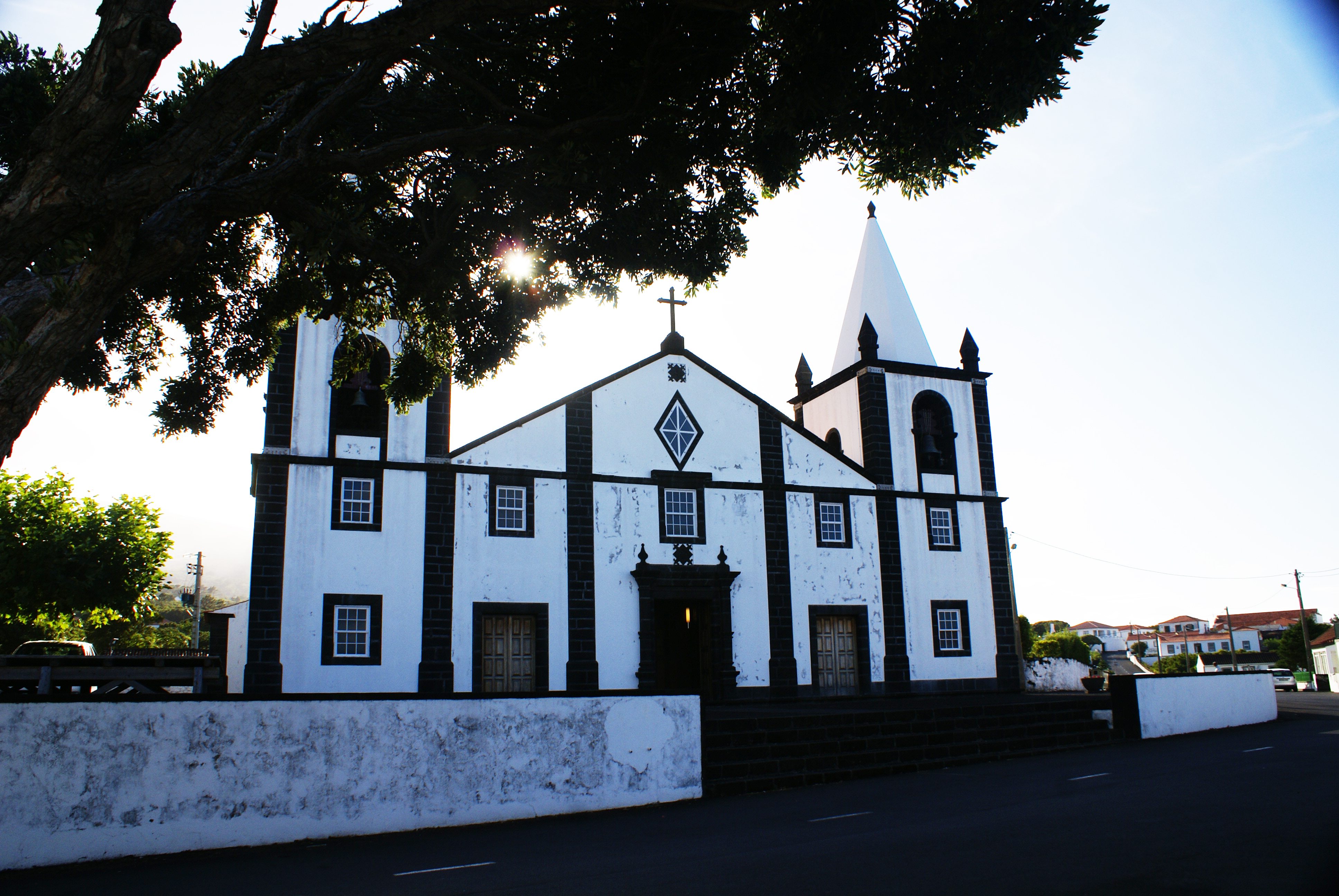
Igreja Matriz de São Roque, fachada.

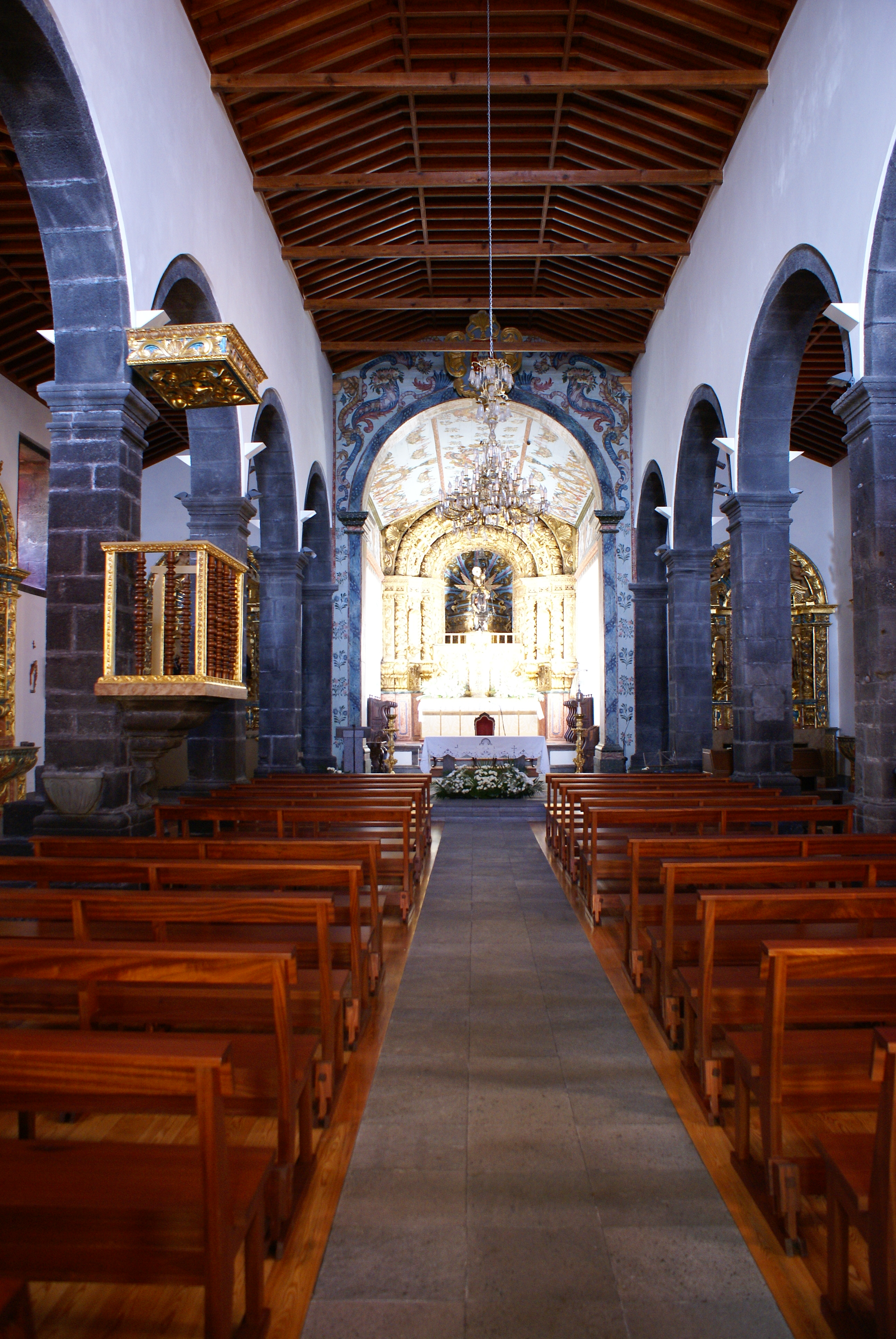
Igreja Matriz de São Roque, nave central.

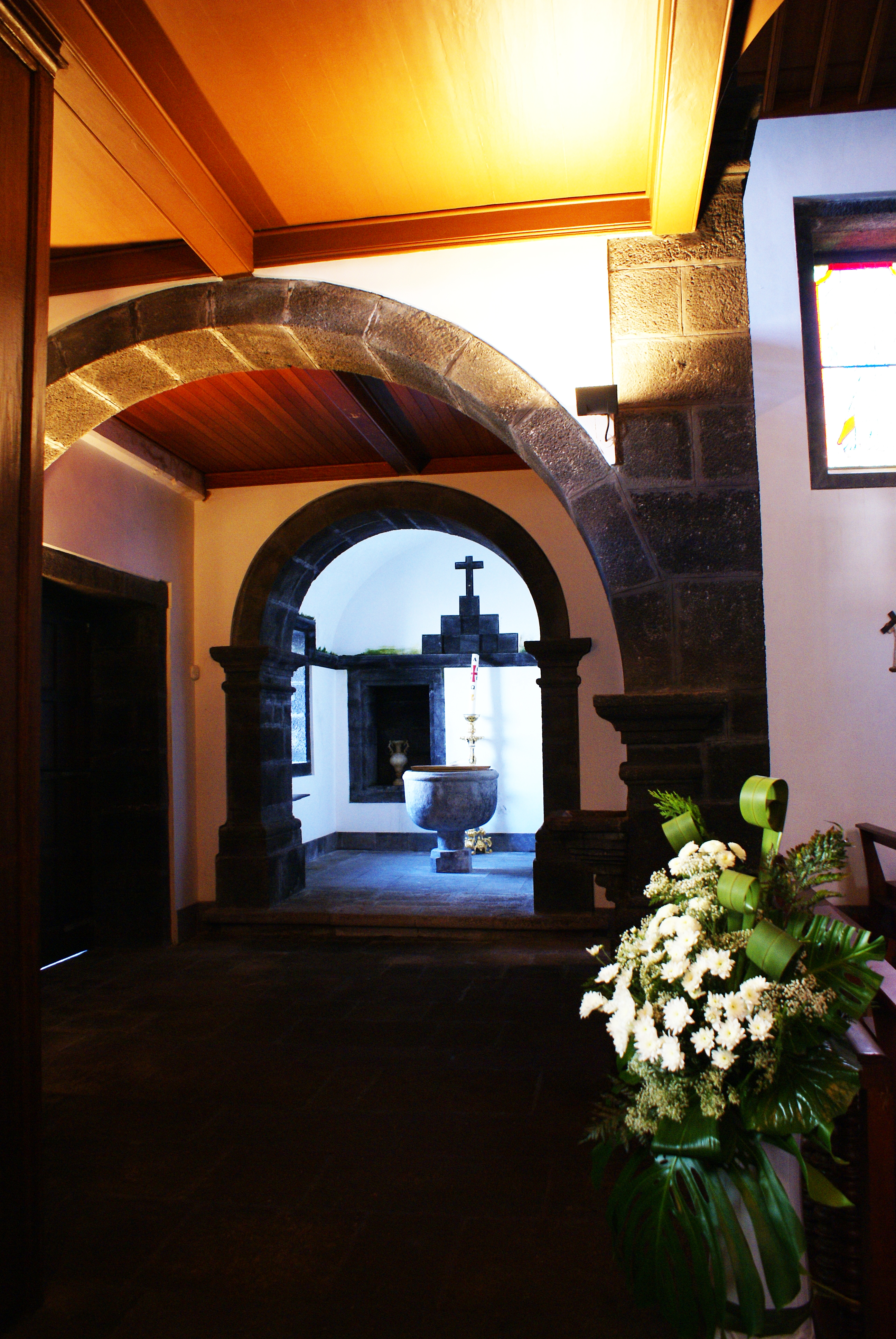
Igreja Matriz de São Roque, pia baptismal.

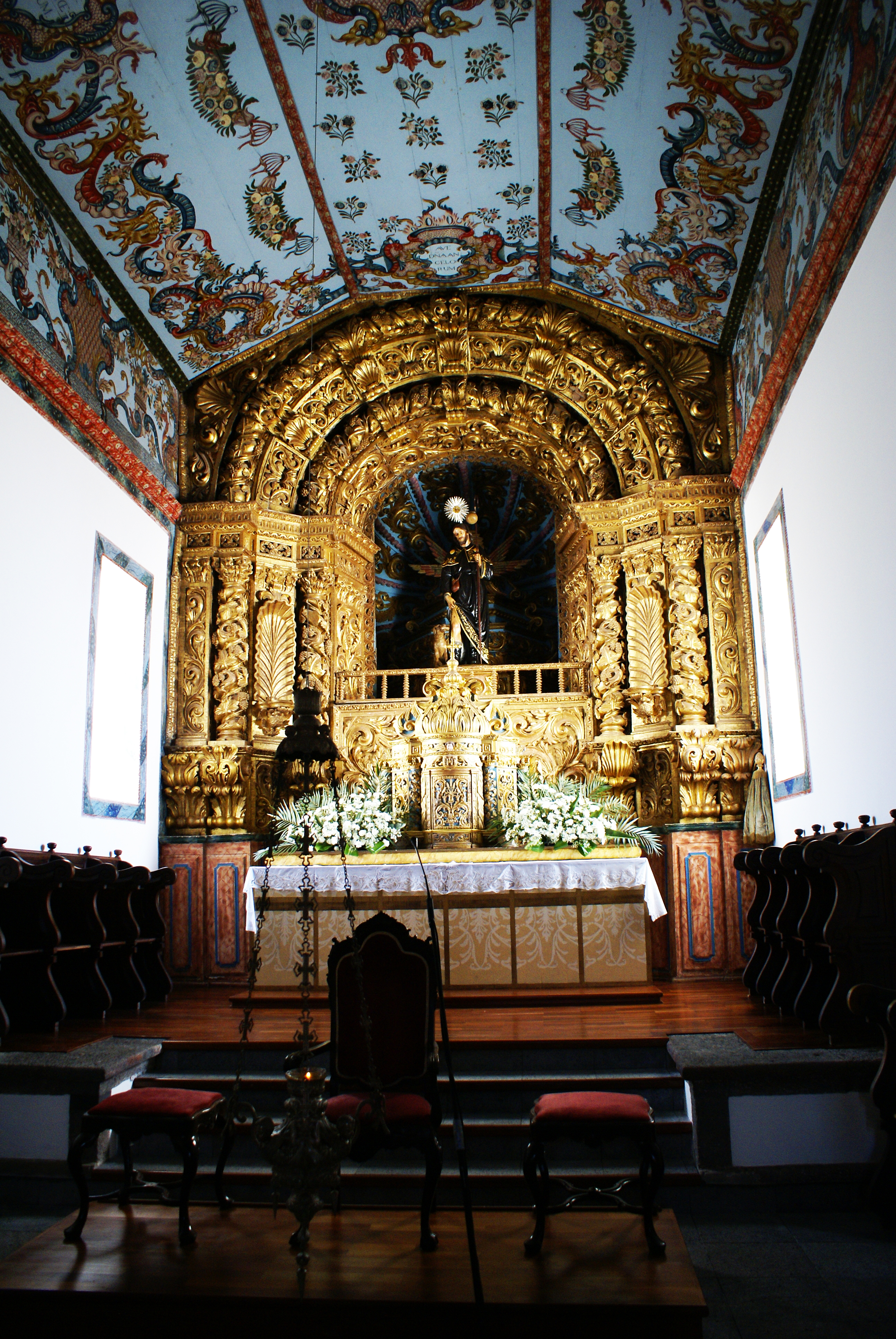
Igreja Matriz de São Roque, altar mor.

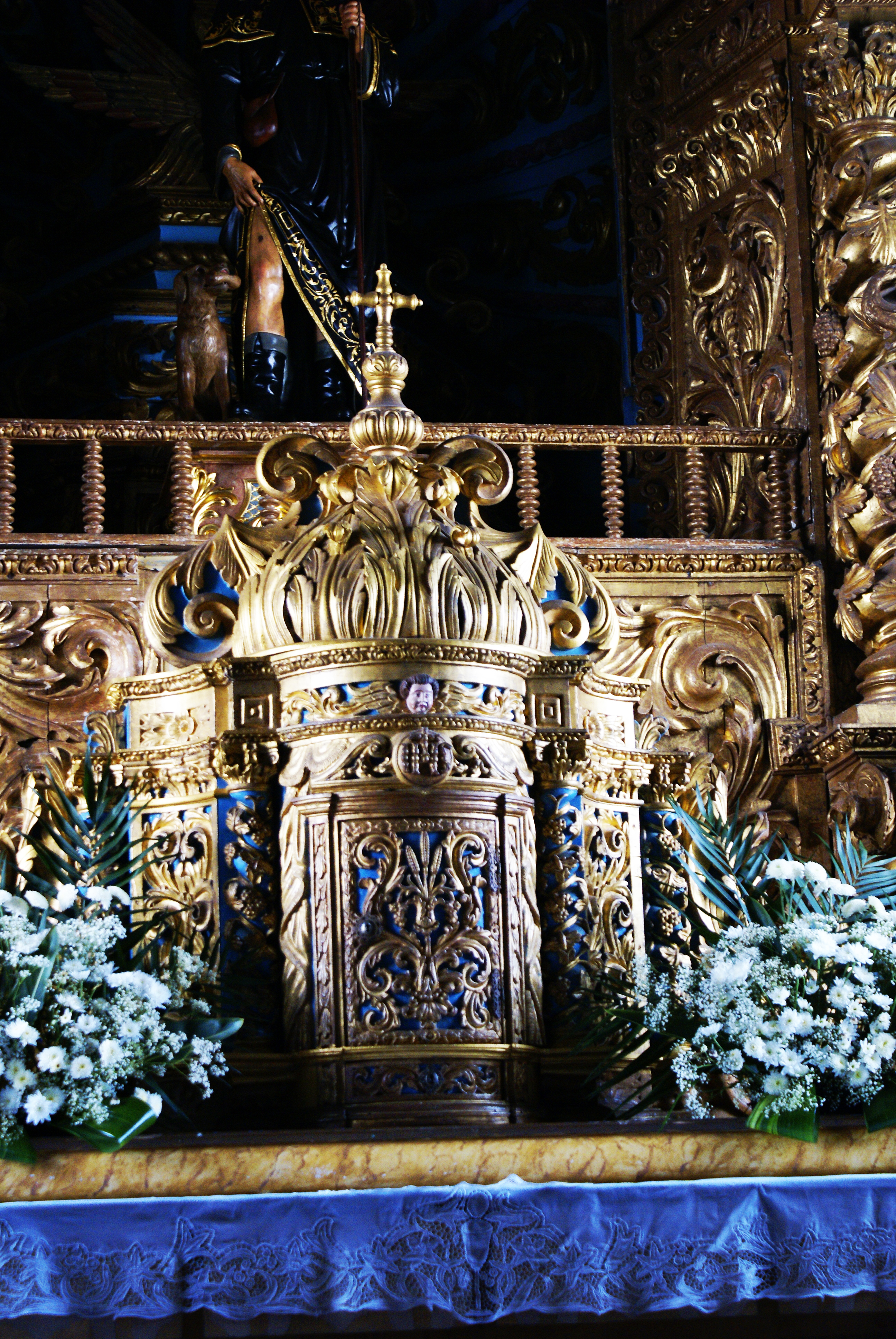
Igreja Matriz de São Roque, Sacrário.

A Igreja de São Roque é um templo católico português localizado na freguesia de São Roque do Pico, concelho de São Roque do Pico, na ilha açoriana do Pico.
Esta é a segunda igreja matriz da vila de São Roque do Pico, vila cuja criação remonta ao ano de 1542. A primitiva igreja data de tempo anterior a 1480, pois segundo diz Silveira Macedo nos registos paroquiais, consta que Rodrigo Alvares e sua mulher Isabel da Luz foram os fundadores da Capela do Bom Jesus na primitiva igreja, em 1480, instituindo, em seu testamento, um vinculo de suas terças. Todavia, Isabel da Luz, sobrevivendo a seu marido, acabaria por alterar aquela disposição.
Em 1714, quando começaram a construir o novo templo, o capitão Manuel F. de Melo, que era administrador daquele vínculo, foi obrigado pelo visitador eclesiástico a mandar reconstruir a referida capela no novo templo, o que cumpriu, enterrando-se nela desde então todos os administradores do mesmo vínculo.
Diz-se que  a capela-mor, um primor de talha dourada, foi mandada construir pelo rei D. João V de Portugal, que para ela ofereceu uma lâmpada de prata.
Em 1871, o padre Marcelino de Oliveira Serpa reparou todos os altares. Consta ainda que os sinos foram oferta de um administrador do aludido vínculo.
Existe ainda neste templo um Ambão
com embutidos de marfim, obra de um frade do Convento de São Francisco da cidade da Horta, semelhante à que se encontra na Sé Catedral de Angra do Heroísmo.

## Galeria

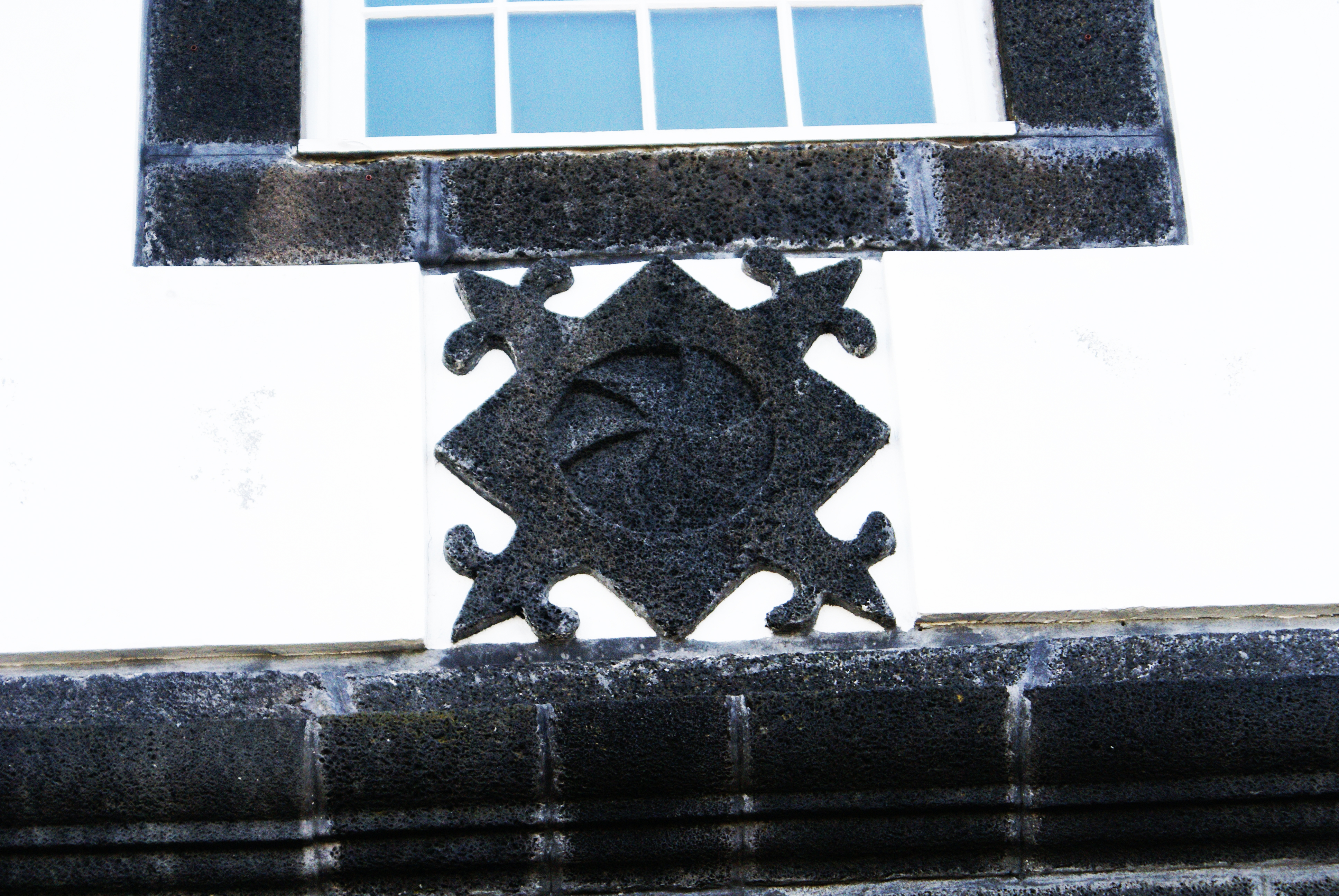
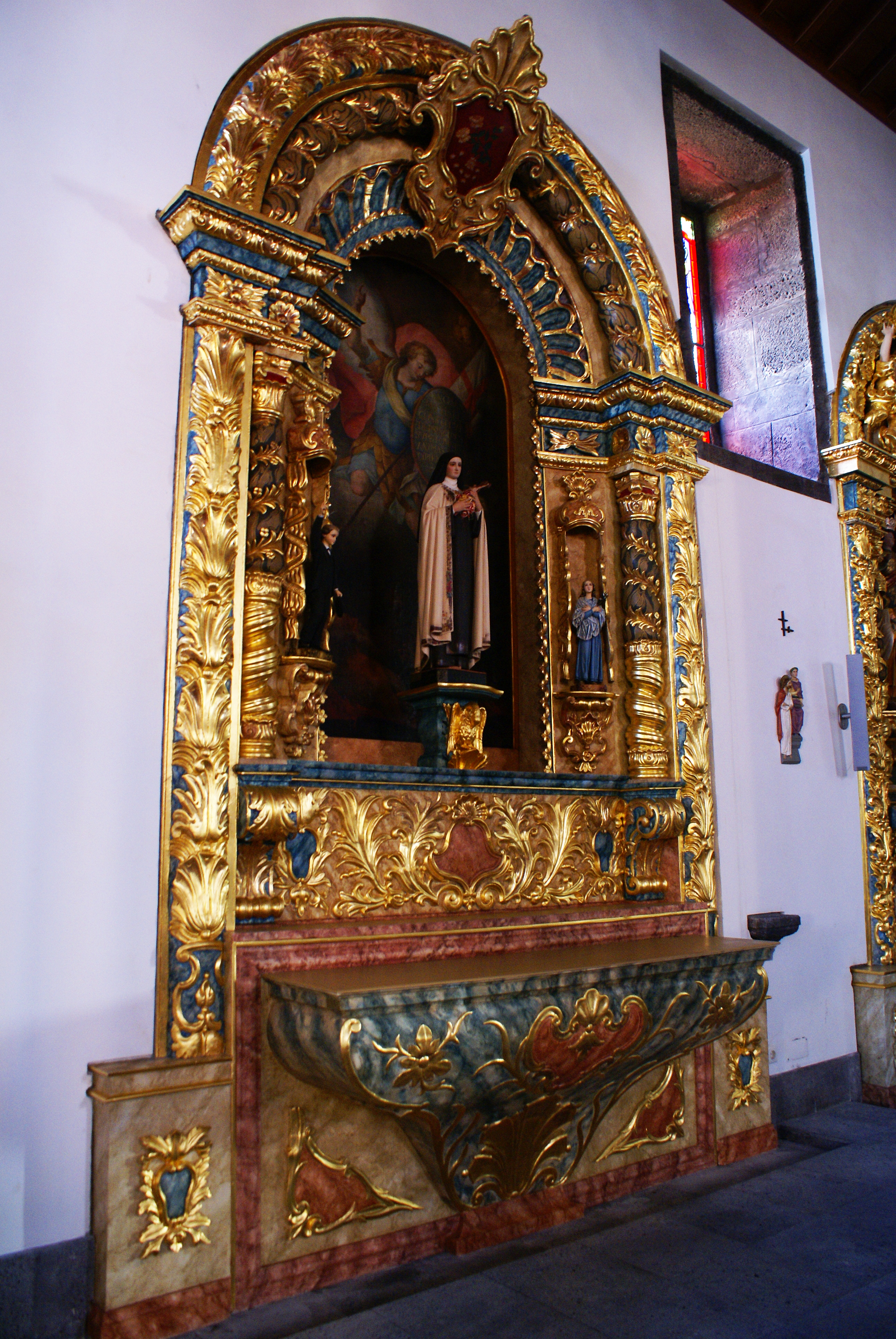
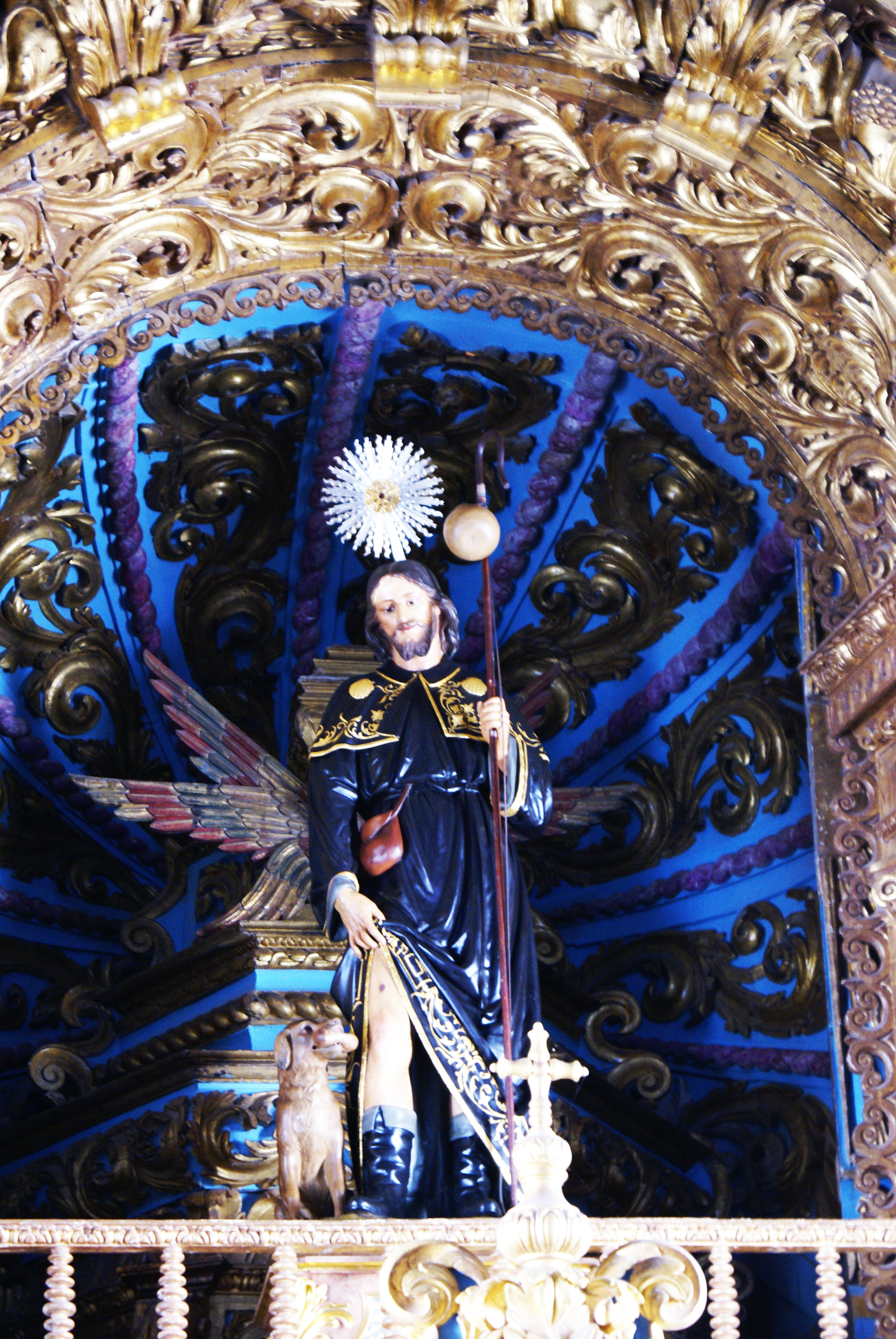
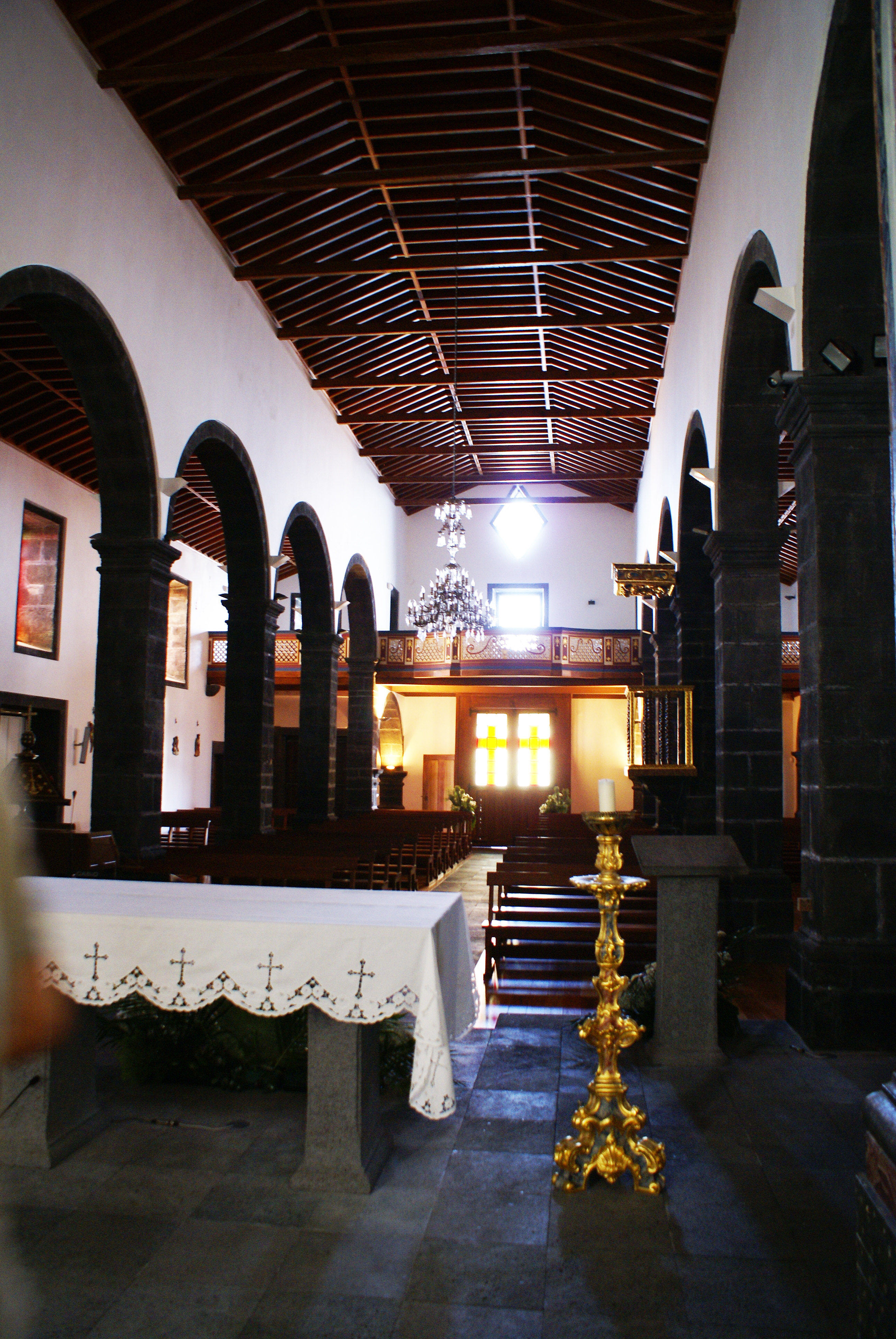
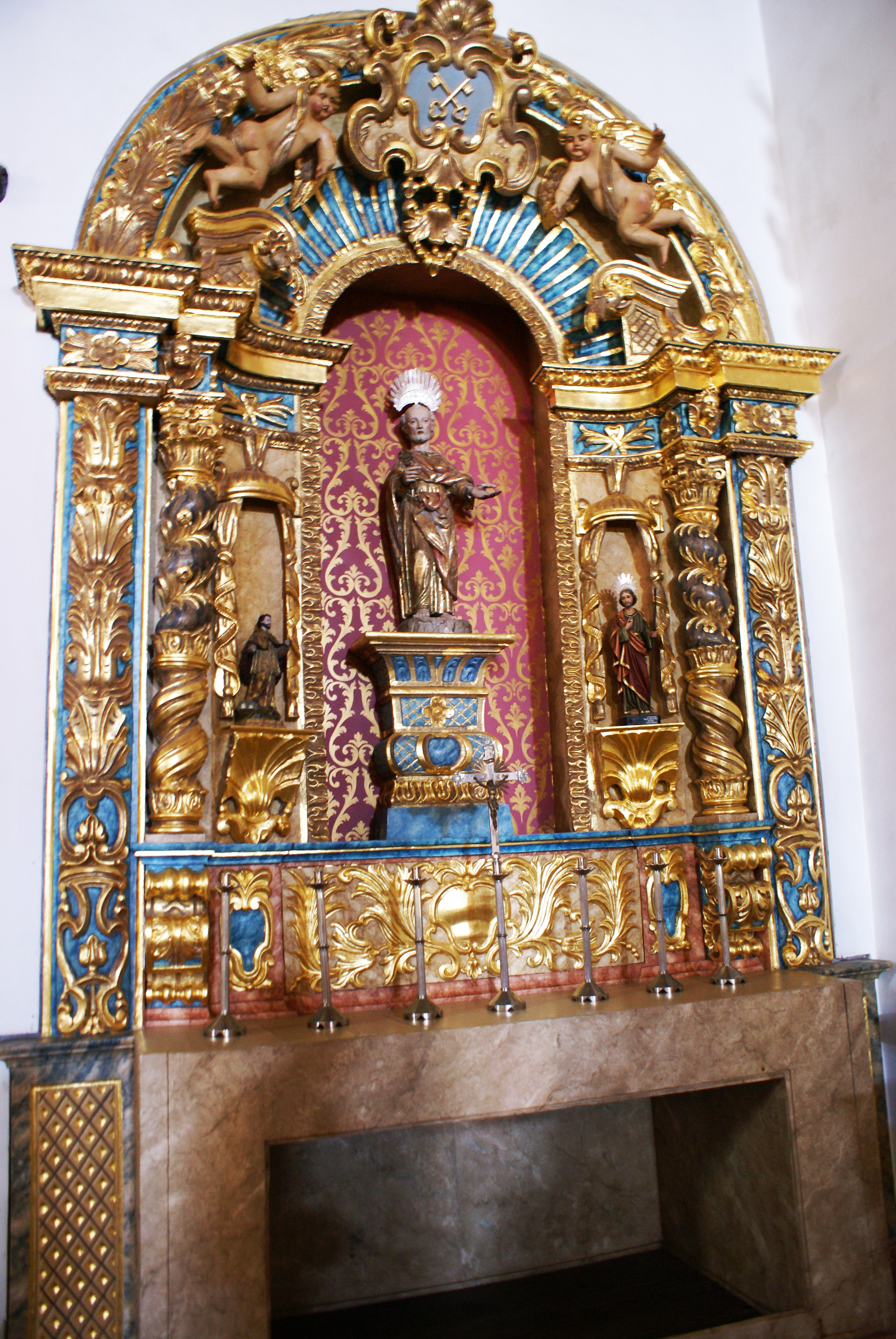
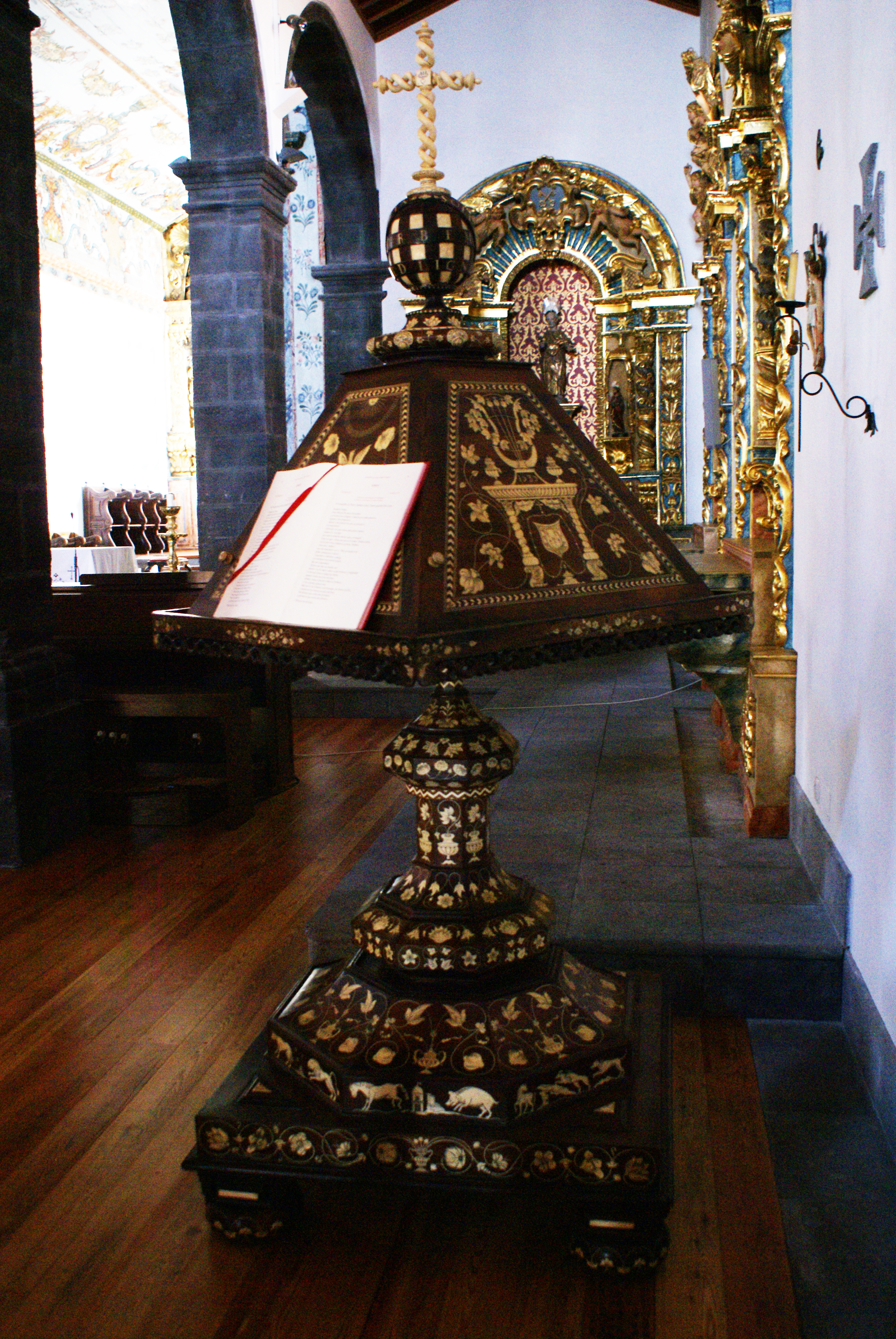